# Dolichoura
Dolichoura é um género botânico pertencente à família Melastomataceae.